# David Dacko

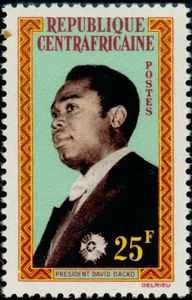
David Dacko auf einer Briefmarke von 1962

David Dacko (* 24. März 1930 in Bouchia, damals Französisch-Äquatorialafrika, heute Zentralafrikanische Republik; † 20. November 2003 in Yaoundé, Kamerun) war der erste Präsident der Zentralafrikanischen Republik.
Dacko absolvierte eine Ausbildung in Brazzaville und arbeitete danach als Lehrer, bevor er in die Politik ging. In der Zeit vor der Unabhängigkeit von Frankreich am 13. August 1960 arbeitete er eng mit seinem Onkel Barthélemy Boganda zusammen, der als Regierungschef in der Unabhängigkeitszeit fungierte. Nach dessen Tod im Jahre 1959 folgte er ihm für sechs Jahre im Amt und wurde somit ab 1960 der erste Präsident des Landes. Gleichzeitig hatte er den Vorsitz der Regierungspartei Mouvement pour l’évolution sociale de l’Afrique noire (MESAN) inne. Am 1. Januar 1966 wurde Dacko durch einen Putsch seines Cousins Jean-Bédel Bokassa gestürzt. Danach setzte ihn das neue Regime für mehrere Jahre unter Hausarrest. Trotzdem wurde er rehabilitiert und in den letzten Jahren der Herrschaft von Bokassa sogar dessen Berater.
Am 20./21. September 1979 nutzte Dacko die Abwesenheit von Bokassa aus und übernahm mit französischer Hilfe erneut die Macht (Operation Barracuda). Im März 1981 wurde er mit 50,23 % der Stimmen wiedergewählt. Nach diesem Erfolg nutzte er die Gelegenheit und ließ zwei Oppositionsparteien auflösen und eine verbieten. Diese Maßnahmen verhinderten jedoch nicht seinen Sturz am 20. September 1981 durch André Kolingba.
Wenig später gründete Dacko eine neue Partei, die Bewegung für Demokratie und Entwicklung (MDD), welche in den 1990er Jahren auch im Parlament vertreten war.
1992 und 1999 unternahm Dacko zwei erfolglose Präsidentschaftskandidaturen. Er starb schließlich im Alter von 73 Jahren in Yaoundé, wo er sich zur medizinischen Behandlung aufhielt.